# Rhodiola litwinovii
Rhodiola litwinovii är en fetbladsväxtart som beskrevs av A. Boriss.. Rhodiola litwinovii ingår i släktet rosenrötter, och familjen fetbladsväxter. Inga underarter finns listade i Catalogue of Life.